# Ţarḩ-e Sadd-e Kārūn
Ţarḩ-e Sadd-e Kārūn (persiska: طرح سد کارون) är en dammbyggnad i Iran.   Den ligger i provinsen Khuzestan, i den centrala delen av landet, 400 km söder om huvudstaden Teheran. Ţarḩ-e Sadd-e Kārūn ligger 671 meter över havet.
Terrängen runt Ţarḩ-e Sadd-e Kārūn är bergig österut, men västerut är den kuperad. Ţarḩ-e Sadd-e Kārūn ligger nere i en dal. Runt Ţarḩ-e Sadd-e Kārūn är det ganska tätbefolkat, med 56 invånare per kvadratkilometer. Närmaste större samhälle är Deh Kīān, 16,3 km sydost om Ţarḩ-e Sadd-e Kārūn. Omgivningarna runt Ţarḩ-e Sadd-e Kārūn är i huvudsak ett öppet busklandskap.